# Gu da Cei
Gu da Cei é um artista visual, produtor cultural, curador, bacharel em Comunicação Organizacional e mestre em Artes Visuais pela Universidade de Brasília. Filho de maranhenses, nasceu em 1996. Vive e produz em Ceilândia, Distrito Federal, onde desenvolve uma prática artística multimídia. 

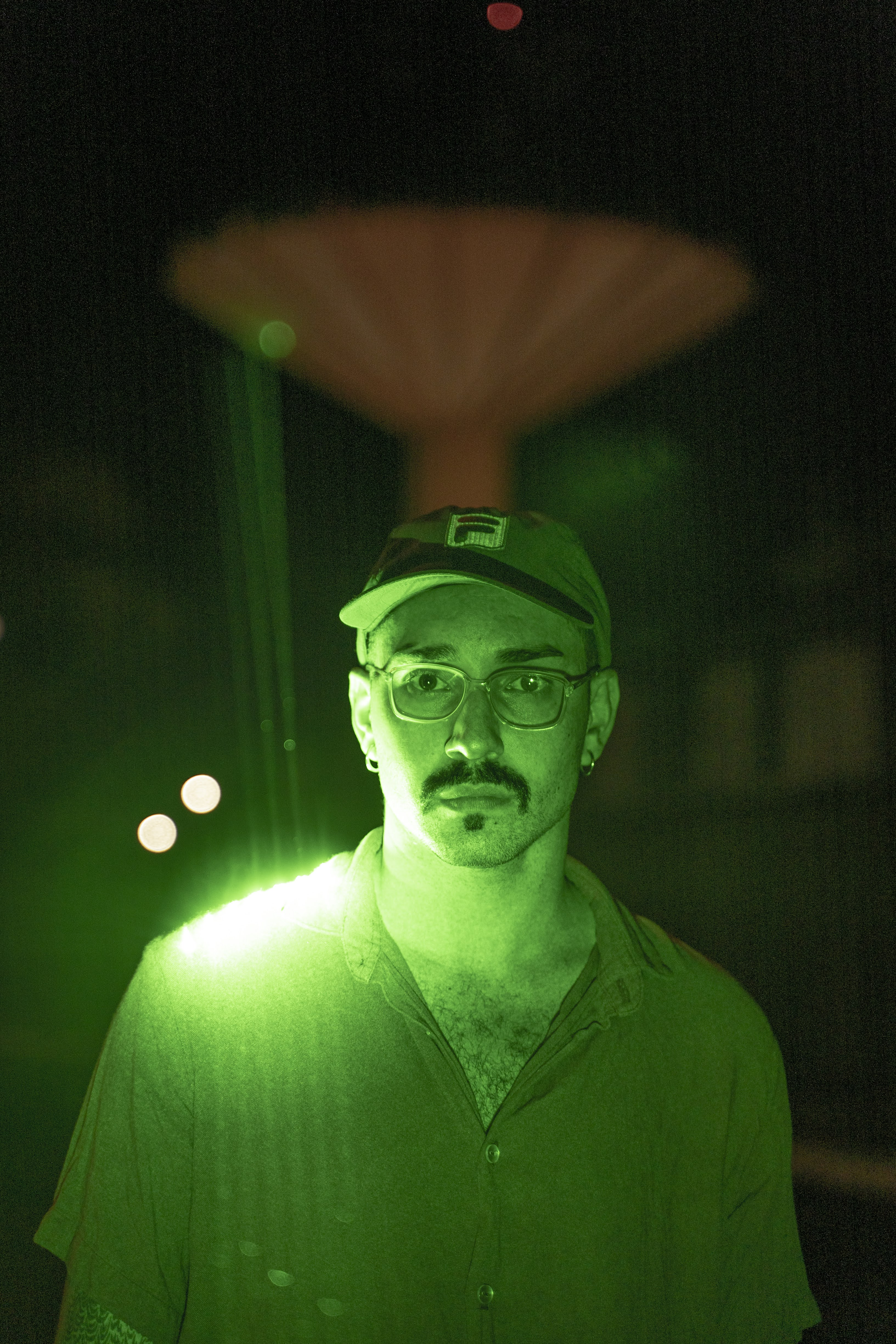
Artista brasileiro Gu da Cei

## Geral
O trabalho artístico de Gu da Cei abrange diferentes modalidades, como intervenção urbana, instalação, poesia, performance e vídeo, além de investigar as relações entre processos históricos e contemporâneos da fotografia, explorando espaços de exibição e circulação dessa linguagem visual.
Em sua obra, Gu aborda questões sociais e políticas contemporâneas, com destaque para temas relacionados à vigilância, imagem, direito à cidade e transporte coletivo.
Uma de suas ações foi solicitar, por meio da Lei de Acesso à Informação, imagens de sistemas de reconhecimento facial do transporte público para fins não policiais. O artista empregou os dados biométricos em diferentes contextos, buscando chamar a atenção para o uso da vigilância, especialmente contra minorias e populações vulneráveis. O projeto serviu como uma espécie de auditoria, investigando como ocorre o tratamento e captação das imagens.
Gu da Cei recebeu o Prince Claus Seed Awards e o 3º Prêmio de Arte Contemporânea Transborda Brasília por sua produção artística. Sua origem periférica é refletida em sua abordagem sobre a história oficial de Brasília e de Ceilândia, apresentando uma visão sobre a complexidade desses contextos urbanos. 

## Prêmios
- Prêmio PIPA. Brasil. 2024.[8]
- Prince Claus Seed Awards. Amsterdã. Holanda. 2023.[9]
- 50° Salão de Arte Contemporânea Luiz Sacilotto. Santo André-SP. 2022.[10]
- Prêmio FAC Brasília 60. Secretaria de Cultura e Economia Criativa do DF. Brasília-DF. 2020.[11]
- 7° Prêmio EDP nas Artes. Instituto Tomie Ohtake. Seleção. São Paulo-SP. 2020.[12]
- 17º Território da Arte de Araraquara. Fundart. Araraquara-SP. 2020.[13]
- Transborda Brasília – Prêmio de Arte Contemporânea. Brasília-DF. 2018.[14]

## Exposições individuais
Vigie, corpo-transporte! Galeria Risofloras. Ceilândia-DF.